# Пахенька
Пахенька — река в России, течёт по территории Струго-Красненского района Псковской области. Устье реки находится в 29 км по левому берегу реки Псковицы. Длина реки — 13 км.

## Данные водного реестра
По данным государственного водного реестра России относится к Балтийскому бассейновому округу, водохозяйственный участок реки — Великая. Относится к речному бассейну реки Нарва (российская часть бассейна).
Код объекта в государственном водном реестре — 01030000212102000029492.